# Saint-Guillaume
Saint-Guillaume là một xã của tỉnh Isère, thuộc vùng Rhône-Alpes, đông nam nước Pháp. Số dân năm 2017 là 258 người.